# Filip Jörgensen
Filip Jörgensen (født 16. april 2002) er en dansk-svensk professionel fodboldspiller, der spiller som målmand for Premier League-klubben Chelsea.

## Klubkarriere

### Villarreal
Efter at have spillet for flere klubber i både Sverige og Spanien, skiftede Jörgensen i 2017 til Villarreal. Fra 2020 af begyndte han at spille på reserveholdet.
Han debuterede for førsteholdet den 15. december 2021 i en Copa del Rey-kamp imod Atlético Sanluqueño CF. Han blev ved 2022-23 sæsonen rykket fast op på førsteholdet.

### Chelsea
Jörgensen skiftede i juli 2024 til Chelsea, hvor han underskrev en syv års lang kontrakt med klubben.

## Landsholdskarriere

### Sverige
Jörgensen har repræsenteret Sverige på flere ungdomsniveauer.

### Danmark
Jörgensen annoncerede i maj 2021, at han vil skifte fra at repræsentere Sverige til Danmark.

## Privat
Jörgensen er født i Lomma, Sverige til en svensk mor og en dansk far.